# Scott Rockenfield
Scott Rockenfield (nacido el 15 de junio de 1963 en Seattle, Washington) es el baterista de la banda del metal progresivo Queensrÿche. 
Según la revista Rolling Stone, Rockenfield se ubica en la posición 39 de los mejores bateristas de la historia.

## Discografía

### Queensrÿche
- Queensrÿche (EP) (1983)
- Warning (1984)
- Rage For Order (1986)
- Operation: Mindcrime (1988)
- Empire (1990)
- Promised Land (1994)

### Paul Speer
- TeleVoid (1998)
- Hells Canyon (2000)

### Slave to the System
- Slave to the System (2002/2006)

### Solista
- The X Chapters (2008)

### Headless
- Growing Apart (2013)